# Jelena Iwanowna Barulina

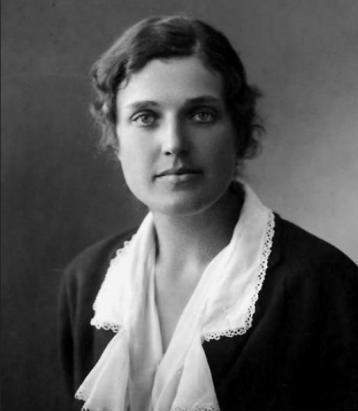
Jelena Iwanowna Barulina (1926)

Jelena Iwanowna Barulina (russisch Елена Ивановна Барулина; * 13. Julijul. / 25. Juli 1895greg. in Saratow; † 9. Juli 1957 ebenda) war eine russische bzw. sowjetische Botanikerin und Genetikerin.

## Leben
Barulina, Tochter des Hafenverwalters Iwan Barulin, begann nach dem Gymnasiumsabschluss mit Silbermedaille das Studium an der Universität Saratow in der Agronomie-Fakultät. Nikolai Wawilow schlug ihr ein Diplomarbeitsthema vor und lud sie in das St. Petersburger Büro für Angewandte Botanik des Wissenschaftskomitees des Ministeriums für Landwirtschaft und Staatsgrundbesitz ein (das spätere Allrussische Institut für Pflanzenzucht (WIR)). Nach der Oktoberrevolution während des Bürgerkriegs nahm sie im August 1920 an Wawilows Expedition an die Wolga teil und verfasste einen Artikel für Wawilows Buch über die Feldfrüchte des Südostens. Darauf wurde sie 2. Frau Wawilows (die Ehe wurde 1926 nach der Scheidung von seiner 1. Frau Jekaterina Sacharowa geschlossen). 1922 hielt sie einen Vortrag auf dem III. Allrussischen Kongress für Selektion und Saatzucht.
Nach dem Umzug nach Leningrad leitete Barulina zusammen mit W. S. Muratowa die Abteilung für Hülsenfrüchte des WIR. Sie leitete Pflanzensammelexpeditionen  auf der Krim (1923) und in Georgien (1933). Ab 1931 arbeitete sie in Georgi Karpetschenkos Laboratorium für Genetik. Bei der Untersuchung der Gattung Linsen stellte sie 6 Gruppen fest. Die Küchenlinse (Lens culinaris) identifizierte  sie als Abkömmling der wildwachsenden Art Lens orientalis. 1930 veröffentlichte sie eine Monografie über die Untersuchung der Linsen auf dem Gebiet der UdSSR und erstellte eine erste Karte der internationalen Verbreitung der Küchenlinsen.
Infolge der Auseinandersetzung mit dem Lyssenkoismus wurde Wawilow im August 1940 verhaftet und schließlich zu 20 Jahren Lagerhaft verurteilt. Barulina führte zunächst das Institut weiter und schickte ihrem Mann Lebensmittelpakete. Nach Beginn des Deutsch-Sowjetischen Kriegs und der Leningrader Blockade kehrte sie mit ihrem Sohn Juri nach Saratow zurück. 1943 erfuhr sie vom Tod ihres Mannes. Wegen Arbeitsunfähigkeit ging sie in Pension.